# Pterolophia lateritia
Pterolophia lateritia är en skalbaggsart som beskrevs av Stefan von Breuning 1939. Pterolophia lateritia ingår i släktet Pterolophia och familjen långhorningar.
Artens utbredningsområde är Sulawesi. Inga underarter finns listade i Catalogue of Life.